# Mike James (baloncestista de 1990)
Michael Perry "Mike" James (Portland, Oregón, 18 de agosto de 1990) es un jugador de baloncesto estadounidense que forma parte de la plantilla del AS Monaco Basket de la LNB Pro A. Mide 1,85 metros de altura y ocupa la posición de base.

## Biografía

### Universidad
Jugó al baloncesto universitario en Easter Arizona dos años y otros dos en la Universidad de Lamar, donde promedió 15,1 puntos y 1,9 asistencias.

### Profesional

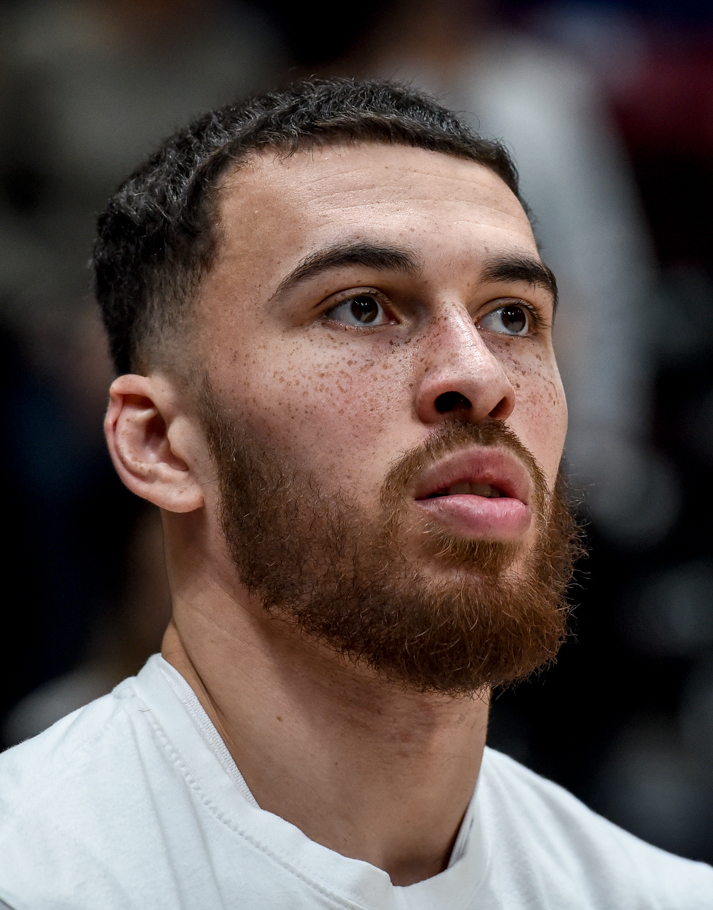
Mike James en 2019.

Su primer equipo como profesional fue el KK Zagreb. Tras su paso por el baloncesto croata, ficha por el Hapoel Galil Elyon de Israel y, en la temporada 2013-14, firma con el Paffoni Omegna. 
La siguiente temporada, el jugador disputa en el Kolossos Rodou BC de la liga griega, promediando 21 puntos, 5.1 rebotes, 3.4 asistencias y 21.8 de valoración, siendo el máximo anotador de la competición. 
El 2 de diciembre de 2014, ficha por el Laboral Kutxa Baskonia de la Liga Endesa.
El base en la temporada 2015-16, tuvo un promedio de 10,2 puntos, 2,8 asistencias y 2 rebotes en la Liga Endesa y 10 puntos, 2,7 asistencias y 2,6 rebotes en la Euroliga. La gran temporada del Laboral Kutxa, clasificándose para la Final Four de la Euroliga, hizo que todos los grandes de Europa pusieran sus ojos en los culpables de la hazaña. 
En julio de 2016, el Panathinaikos oficializa el fichaje de Mike James, recibiendo alrededor de 1.000.000 de dólares por la temporada que firma, incluyendo el contrato una cláusula de salida a la NBA, si consigue un contrato garantizado.
El 3 de julio de 2017 se oficializa su fichaje por los Phoenix Suns, donde juega hasta el 23 de diciembre, cuando es cortado por los Suns tras 32 encuentros.
En los meses de enero y febrero de 2018 jugó cuatro partidos con los New Orleans Pelicans para volver de nuevo a las filas del Panathinaikos hasta el final de la temporada 2017-18.
En julio de 2018 firma un contrato de tres años con el AX Armani Exchange Olimpia Milan.
El 5 de agosto de 2019, firma con el CSKA Moscow de la VTB United League.
El 23 de abril de 2021 firmó con Brooklyn Nets un contrato de 10 días. El 3 de mayo firma un segundo contrato de 10 días. Y finalmente, el 13 de mayo, firma hasta final de temporada.
El 17 de septiembre de 2021, regresa a Europa al firmar con el AS Monaco Basket francés de la LNB Pro A.
El 7 de marzo de 2024 se convirtió en el máximo anotador de la historia de la Euroliga, al alcanzar la cifra de 4457 puntos, sobrepasando los 4455 que tenía como récord vigente el griego Vassilis Spanoulis. En mayo fue nombrado MVP de la Euroliga. Tras ganar la liga por segunda temporada consecutiva y ser elegido MVP de las Finales de la LNB Pro A, renovó por tres temporadas más con el equipo monegasco. El 5 de febrero de 2025 se convirtió en el primer jugador de la historia de la Euroliga en sobrepasar la cifra de 5000 puntos anotados, tras los 11 que consiguió ante el Saski Baskonia.

## Estadísticas de su carrera en la NBA

### Temporada regular
| Año     | Equipo      | PJ | PT | MPP  | %TC  | %3P  | %TL  | RPP | APP | ROB | TPP | PPP  |
| ------- | ----------- | -- | -- | ---- | ---- | ---- | ---- | --- | --- | --- | --- | ---- |
| 2017-18 | Phoenix     | 32 | 10 | 20.9 | .388 | .268 | .762 | 2.8 | 3.8 | .8  | .2  | 10.4 |
| 2017-18 | New Orleans | 4  | 0  | 4.5  | .222 | .000 | .000 | .3  | 1.5 | .3  | .0  | 1.0  |
| 2020-21 | Brooklyn    | 13 | 1  | 18.2 | .370 | .355 | .778 | 2.4 | 4.2 | .5  | .1  | 7.7  |
| Total   | Total       | 36 | 10 | 19.1 | .383 | .265 | .762 | 2.5 | 3.5 | .8  | .2  | 9.3  |

### Playoffs
| Año   | Equipo   | PJ | PT | MPP  | %TC  | %3P  | %TL  | RPP | APP | ROB | TPP | PPP |
| ----- | -------- | -- | -- | ---- | ---- | ---- | ---- | --- | --- | --- | --- | --- |
| 2021  | Brooklyn | 9  | 0  | 11.4 | .326 | .313 | .000 | 1.8 | 1.3 | .2  | .0  | 3.7 |
| Total | Total    | 9  | 0  | 11.4 | .326 | .313 | .000 | 1.8 | 1.3 | .2  | .0  | 3.7 |